# Evliya Çelebi
Derviş Mehmed Zillî, conhecido como Evliya Çelebi (em turco otomano: اوليا چلبى; Istambul 25 de março de 1611 – Istambul ou Cairo, 1682~1685), foi um viajante e escritor turco que viajou através do Império Otomano e territórios vizinhos durante quarenta anos. Foi homenageado pela UNESCO em 2011 como Homem do Ano.

## Biografia
Embora tenha nascido em Istambul, então capital do Império Otomano, a família de Evliya Çelebi era de Kütahya. O seu pai, Derviş Mehmed Zılli, era um joalheiro da corte otomana e a sua mãe era uma ex-escrava abecásia. Como membro de uma família rica e bem relacionada, recebeu uma excelente educação, tendo frequentado um madraçal e a escola do palácio imperial, onde estudou árabe, caligrafia e música. Tornou-se conhecido como recitador do Alcorão e foi favorecido pelo sultão reinante, Murade IV.
Supõe-se que tenha aderido à ordem sufista de Gülşenî, pois conhecia muito bem o tekke (hospedaria) dessa ordem no Cairo e por um grafito onde se refere a si próprio como "Evliya-yı Gülşenî" (Evliya dos Gülşenî). Iniciou as suas viages em Istambul tomando notas sobre edifícios, mercados, costumes e cultura. Em 1640 fez a sua primeira viagem fora da cidade. A sua coleção de notas de todas as suas viagens formaram uma obra de dez volumes chamada Seyahatnâme ("Livro de Viagens"), também chamado Tarihi Seyyah.
Morreu depois de 1683, provavelmente em 1684. Não é claro se estava então em Istambul ou no Cairo.

## Obra literária (Seyahatnâme)
Çelebi cultivou a rihla, o género literário clássico árabe de relatos de viagem que é adotado em várias partes do mundo muçulmano. Embora muitas das descrições desta obra tenham sido escritas de forma exagerada e por vezes fossem pura ficção ou má interpretação de fontes de terceiros, as suas notas são amplamente aceites como um guia útil para os aspetos culturais e estilo de vida das populações  do Império Otomano do século XVII.
Evliya viajou pela Hungria e Áustria e visitou Viena «com o olho treinado de um guerreiro de fronteira». Durante o século XVII houve vários confrontos entre otomanos e austríacos que culminou no segundo cerco (o primeiro tinha sido no outono de 1529) da capital das margens do Danúbio, no verão de 1683. O cerco fracassou porque o exército sitiante, comandado pelo vizir otomano Kara Mustafá, se deixou surpreender pela coluna aliada de socorro franco-alemã-polaca comandada por Carlos de Lorena e Jan III Sobieski.
Çelebi foi um grande viajante e um grande romântico, às vezes fantasioso, como quando se refere a uma obviamente mítica expedição envolvendo 40 000 ginetes tártaros através da Áustria, Alemanha e Holanda até ao mar do Norte. O seu estilo literário é excelente e destaca-se a minúcia e precisão das suas descrições geográficas, de pessoas e grupos sociais. Por exemplo, sobre os membros da Casa Real da Áustria opina:
| “ | Por vontade de Deus Todo Poderoso, todos os imperadores desta casa são igualmente repulsivos no seu aspeto. E em todas as igrejas e casas, assim como nas moedas, o imperador é representado com o seu feio rosto, e certamente, se qualquer artista ousasse retratá-lo com um belo semblante seria executado, pois ele considera que assim o desfiguram. Estes imperadores estão orgulhosos da sua fealdade. | ” |

No entanto, outros juízos de Evliya Çelebi sobre a sociedade austríaca são altamente favoráveis e inclusivamente bajuladores. Sobre as mulheres vienenses diz que «graças à pureza da água e aos bons ares são formosas, altas, de esbelta figura e traços nobres». Também discorre sobre a vasta e bem cuidada biblioteca da Catedral de Santo Estêvão de Viena.
Ao contrário de outros viajantes e escritores muçulmanos, Çelebi evita cuidadosamente qualquer comparação explícita entre o que viu na Áustria e o que os seus leitores conhecem em casa. Nas histórias magistrais com as quais entretém o público, podem apreciar-se informações importantes e detalahadas sobre o exército, o sistema judicial, a agricultura e as características topográficas da capital.
Uma das particularidades interessantes da obra de Evliya são as menções às línguas faladas nas regiões que visitou. São mencionadas cerca de trinta línguas e dialetos turcos. Çelebi realçava as similaridades entre várias palavras do alemão e persa, apesar de negar qualquer herança indo-europeia. As suas notas sobre o curdo da Anatólia Oriental são muito valorizados por linguistas. O Seyahatnâme contém igualmente as primeiras transcrições de muitas línguas caucasianas e do tsaconiano (a língua da região grega da Tsacónia) e os únicos trechos escritos em ubykh existentes fora da literatura linguística.
Nos dez volumes do seu livro, Evliya Çelebi descreve as seguintes viagens:
1. Istambul e arredores (1630)
2. Anatólia, Cáucaso, Creta e Azerbaijão (1640)
3. Síria, Palestina, Curdistão, Arménia, e Rumélia (1648)
4. Anatólia Oriental, Iraque e Irão (1655)
5. Rússia e Balcãs (1656)
6. Campanhas militares na Hungria (1663/64)
7. Áustria, Crimeia e Cáucaso (1664)
8. Grécia, Crimeia e Cáucaso (1664)
9. A peregrinação a Meca (1671)
10. Egipto e Sudão (1672)

### Em turco
- Evliya Çelebi. Evliya Çelebi Seyahatnâmesi. Beyoğlu, İstanbul: Yapı Kredi Yayınları Ltd. Şti., 1996-. 10 vols.
- Evliya Çelebi: Seyahatnamesi. 2 Vol. Cocuk Klasikleri Dizisi. Berlim 2005. ISBN 975-379-160-7 (uma seleção traduziada para turco moderno para crianças)

### Em inglês
- Robert Dankoff: An Evliya Çelebi Bibliography
- Robert Dankoff: An Ottoman Mentality. The World of Evliya Çelebi. Leiden: E.J. Brill, 2004.
- Evliya Çelebi’s Book of Travels. Evliya Çelebi in Albania and Adjacent Regions (Kosovo, Montenegro). The Relevant Sections of the Seyahatname. Trad. e ed. Robert Dankoff. Leiden and Boston 2000. ISBN 90-04-11624-9
- Evliya Çelebi in Diyarbekir: The Relevant Section of The Seyahatname. Trad. e ed. Martin van Bruinessen and Hendrik Boeschoten. New York : E.J. Brill, 1988.
- The Intimate Life of an Ottoman Statesman: Melek Ahmed Pasha (1588-1662) as Portrayed in Evliya Çelebi's Book of Travels. Albany: State University of New York Press, 1991.
- Narrative of travels in Europe, Asia, and Africa, in the seventeenth century, by Evliyá Efendí. Trad. Ritter Joseph von Hammer. London: Oriental Translation Fund of Great Britain and Ireland, 1834. vol. 1, vol. 2.

### Em alemão
- Im Reiche des Goldenen Apfels. Des türkischen Weltenbummlers Evliâ Çelebis denkwürdige Reise in das Giaurenland und die Stadt und Festung Wien anno 1665. Trad. R. Kreutel, Graz, et al. 1987.
- Kairo in der zweiten Hälfte des 17. Jahrhunderts. Beschrieben von Evliya Çelebi. Trad. Erich Prokosch. Istanbul 2000. ISBN 975-7172-35-9
- Ins Land der geheimnisvollen Func: des türkischen Weltenbummlers, Evliya Çelebi, Reise durch Oberägypten und den Sudan nebst der osmanischen Provinz Habes in den Jahren 1672/73. Trad. Erich Prokosch. Graz: Styria, 1994.
- Evliya Çelebis Reise von Bitlis nach Van: ein Auszug aus dem Seyahatname. Trad. Christiane Bulut. Wiesbaden: Harrassowitz, 1997.
- Manisa nach Evliya Çelebi: aus dem neunten Band des Seyahat-name. Trad. Nuran Tezcan. Boston: Brill, 1999.
- Evliya Çelebis Anatolienreise aus dem dritten Band des Seyahat-name. Trad. Korkut M. Buğday. New York: E.J. Brill, 1996.
- Klaus Kreiser: Edirne im 17. Jahrhundert nach Evliyâ Çelebî. Ein Beitrag zur Kenntnis der osmanischen Stadt. Freiburg 1975. ISBN 3-87997-045-9
- Helena Turková: Die Reisen und Streifzüge Evliyâ Çelebîs in Dalmatien und Bosnien in den Jahren 1659/61. Praga 1965.